# Primetime-Emmy-Verleihung 1994
Die 46. Emmy-Verleihung fand am 11. September 1994 im Pasadena Civic Auditorium in Pasadena, Kalifornien, statt. Moderiert wurde die Show von Patricia Richardson und Ellen DeGeneres.

## Preisträger und Nominierungen (Auswahl)

### Programme
| Beste Comedyserie | Beste Dramaserie |
| --- | --- |
| - Frasier, (NBC) - Hör mal, wer da hämmert, (ABC) - Die Larry Sanders Show, (HBO) - Verrückt nach dir, (NBC) - Seinfeld, (NBC)                                                             | - Picket Fences, (CBS) - Law & Order, (NBC) - Ausgerechnet Alaska, (CBS) - New York Cops – NYPD Blue, (ABC) - Raumschiff Enterprise – Das nächste Jahrhundert, (Syndicated)                             |
| Beste Varieté-, Musik- oder Comedyserie | Bestes Varieté-, Musik- oder Comedyspezial |
| - Late Show with David Letterman (CBS) - Dennis Miller Live, (HBO) - MTV Unplugged (Episode: „10.000 Maniacs“), (MTV) - Saturday Night Live, (NBC) - The Tonight Show with Jay Leno, (NBC) | - The Kennedy Center Honors: A Celebration of the Performing Arts, (CBS) - 47th Annual Tony Awards, (CBS) - Oscarverleihung 1994, (ABC) - Comic Relief, (HBO) - Tracey Takes on New York, (HBO)         |
| Bester Fernsehfilm | Beste Miniserie |
| - … und das Leben geht weiter, (HBO) - Atemübungen, (CBS) - Gypsy, (CBS) - A Place for Annie, (ABC) - To Dance with the White Dog, (CBS)                                                   | - Prime Suspect III, (PBS) - Oldest Living Confederate Widow Tells All, (CBS) - Stephen Kings The Stand – Das letzte Gefecht, (ABC) - Tales of the City, (PBS) - World War II: When Lions Roared, (NBC) |

### Schauspieler

#### Hauptrollen
| Bester Hauptdarsteller innerhalb einer Comedyserie | Beste Hauptdarstellerin innerhalb einer Comedyserie |
| --- | --- |
| - Kelsey Grammer als Dr. Frasier Crane in Frasier, (Episode: „The Good Son“), (NBC) - John Goodman als Dan Conner in Roseanne, (Episode: „Guilt By Imagination“), (ABC) - John Larroquette als John Hemingway in Nachtschicht mit John (Episode: „Pilot“), (NBC) - Paul Reiser als Paul Buchman in Verrückt nach dir, (Episode: „Virtual Reality“), (NBC) - Jerry Seinfeld als Jerry Seinfeld in Seinfeld, (Episode: „The Puffy Shirt“), (NBC) | - Candice Bergen als Murphy Brown in Murphy Brown, (Episode: „It's Just Like Riding a Bike“), (CBS) - Roseanne Barr als Roseanne Conner in Roseanne, (Episode: „The Driver's Seat“), (ABC) - Helen Hunt als Jamie Buchman in Verrückt nach dir, (Episode: „Cold Feet“), (NBC) - Annie Potts als Dana Palladino in Love & War, (Episode: „I've Got a Crush on You“), (CBS) - Patricia Richardson als Jill Taylor in Hör mal, wer da hämmert, (Episode: „The Colonel“), (ABC) |
| Bester Hauptdarsteller innerhalb einer Dramaserie | Beste Hauptdarstellerin innerhalb einer Dramaserie |
| - Dennis Franz als Andy Sipowicz in New York Cops - NYPD Blue, (Episode: „NYPD Lou“), (ABC) - David Caruso als John Kelly in New York Cops - NYPD Blue, (Episode: „Pilot“), (ABC) - Peter Falk als Lt. Columbo in Columbo, (Episode: „It's All in the Game“), (ABC) - Michael Moriarty als Ben Stone in Law & Order, (Episode: „Sanctuary“), (NBC) - Tom Skerritt als Jimmy Brock in Picket Fences, (Episode: „Dairy Queen“), (CBS)            | - Sela Ward als Teddy Reed in Sisters, (Episode: „Land of the Lost Children“), (NBC) - Kathy Baker als Jill Brock in Picket Fences, (Episode: „Guns 'R' Us“), (CBS) - Swoosie Kurtz als Alex Halsey in Sisters (Episode: „Protective Measures“), (NBC) - Angela Lansbury als Jessica Fletcher in Mord ist ihr Hobby, (Episode: „A Killing in Cork“), (CBS) - Jane Seymour als Dr. Michaela Quinn in Dr. Quinn – Ärztin aus Leidenschaft, (Episode: „Best Friends“), (CBS)   |
| Bester Hauptdarsteller innerhalb einer Miniserie oder einem Spezial | Beste Hauptdarstellerin innerhalb einer Miniserie oder einem Spezial |
| - Hume Cronyn als Robert Samuel Peek in To Dance with the White Dog, (HBO) - Michael Caine als Joseph Stalin in World War II: When Lions Roared, (NBC) - James Garner als Ira Moran in Atemübungen, (CBS) - Matthew Modine als Dr. Don Francis in ... und das Leben geht weiter, (HBO) - Sam Waterston als Forrest Bedford in I'll Fly Away: Then and Now, (PBS)                                                                               | - Kirstie Alley als Sally Goodson in David's Mother, (CBS) - Bette Midler als Mama Rose in Gypsy, (CBS) - Helen Mirren als DCI Jane Tennison in Heißer Verdacht III, (PBS) - Jessica Tandy als Cora Peek in To Dance with the White Dog, (CBS) - Joanne Woodward als Maggie Moran in Atemübungen, (CBS) |

#### Nebenrollen
| Bester Nebendarsteller innerhalb einer Comedyserie | Beste Nebendarstellerin innerhalb einer Comedyserie |
| --- | --- |
| - Michael Richards als Cosmo Kramer in Seinfeld (Episode: „The Sniffing Accountant“ + „The Opposite“), (NBC) - Jason Alexander als George Costanza in Seinfeld (Episode: „The Hamptons“ + „The Opposite“), (NBC) - David Hyde Pierce als Dr. Niles Crane in Frasier (Episode: „A Mid-Winter Night's Dream“ + „Author, Author“), (NBC) - Rip Torn als Arthur in The Larry Sanders Show (Episode: „The List“ + „Larry's Birthday“), (HBO) - Jerry Van Dyke als Luther Van Dam in Coach (Episode: „Piece o' Cake“ + „Coach for a Day“, Part 2), (ABC)                                                                  | - Laurie Metcalf als Jackie Harris in Roseanne (Episode: „Labor Day“ + „Past Imperfect“), (ABC) - Shelley Fabares als Christine Armstrong in Coach (Episode: „Nice Job If You Can Get It“ + „The Stand-In“), (ABC) - Faith Ford als Corky Sherwood in Murphy Brown (Episode: „The Young and the Rest of Us“ + „The More Things Stay The Same“), (CBS) - Sara Gilbert als Darlene Conner in Roseanne (Episode: „Two Down, One to Go“ + „Everybody Comes to Jackie's“), (ABC) - Julia Louis-Dreyfus as Elaine Benes in Seinfeld (Episode: „The Mango“ + „The Opposite“), (NBC) - Liz Torres als Mahalia Sanchez in The John Larroquette Show (Episode: „Pilot“ + „God“), (NBC) |
| Bester Nebendarsteller innerhalb einer Dramaserie | Beste Nebendarstellerin innerhalb einer Dramaserie |
| - Fyvush Finkel als Douglas Wambaugh in Picket Fences (Episode: „Turpitude“ + „Squatter's Rights“), (CBS) - Gordon Clapp als Greg Medavoy in New York Cops - NYPD Blue (Episode: „Ice Follies“ + „Abandando Abandoned“), (ABC) - Barry Corbin als Maurice J. Minnifield in Ausgerechnet Alaska (Episode: „The Mystery of the Old Curio Shop“ + „The Gift of the Maggie“), (CBS) - Nicholas Turturro als James Martinez in New York Cops - NYPD Blue (Episode: „Up on the Roof“ + „Guns 'N' Rosaries“), (ABC) - Ray Walston als Henry Bone in Picket Fences (Episode:„Blue Christmas“ + „Abominable Snowman“), (CBS) | - Leigh Taylor-Young als Rachel Harris in Picket Fences (Episode: „Remote Control“ + „Divine Recall“), (CBS) - Amy Brenneman als Janice Licalsi in New York Cops - NYPD Blue (Episode: „4B or Not 4B“ + „Guns 'N' Rosaries“), (ABC) - Jill Eikenberry als Ann Kelsey in L.A. Law (Episode: „Safe Sex“ + „Age of Insolence“), (NBC) - Sharon Lawrence als Sylvia Costas in New York Cops - NYPD Blue (Episode: „Steroid Roy“ + „Good Time Charlie“), (ABC) - Gail O’Grady als Donna Abandando in New York Cops - NYPD Blue (Episode: „Ice Follies“ + „Abandando Abandoned“), (ABC)                                                                                            |
| Bester Nebendarsteller innerhalb einer Miniserie oder einem Spezial | Beste Nebendarstellerin innerhalb einer Miniserie oder einem Spezial |
| - Michael A. Goorjian als David Goodson in David's Mother (CBS) - Alan Alda als Dr. Robert Gallo in ... und das Leben geht weiter (HBO) - Matthew Broderick als John in Great Performances (Episode: „A Life in the Theater“), (TNT) - Richard Gere als Der Choreograph in ... und das Leben geht weiter (HBO) - Ian McKellen als Bill Kraus in ... und das Leben geht weiter (HBO) | - Cicely Tyson als Castralia in Oldest Living Confederate Widow Tells All (CBS) - Anne Bancroft als Lucy Marsden in Oldest Living Confederate Widow Tells All (CBS) - Swoosie Kurtz als Mrs. Johnstone in ... und das Leben geht weiter (HBO) - Lee Purcell als Ann Thielman in Secret Sins of the Father (NBC) - Lily Tomlin als Dr. Selma Dritz in ... und das Leben geht weiter (HBO) |

#### Gastauftritt
| Bester Gastschauspieler innerhalb einer Comedyserie | Beste Gastschauspielerin innerhalb einer Comedyserie |
| --- | --- |
| - Martin Sheen als Nick Brody in Murphy Brown (Episode: „Angst for the Memories“), (CBS) - Jason Alexander als Randall Townsend in Dream On (Episode: „Oral Sex, Lies, and Videotape“), (HBO) - Paul Dooley als Micky Tupper on Dream in (Episode: „Pop Secret“), (HBO) - John Glover als Ned Miller in Frasier (Episode: „Oops“), (NBC) - Judge Reinhold als Aaron in Seinfeld (Episode: „The Raincoats“), (NBC)                                                                   | - Eileen Heckart als Rose Stein in Love & War (Episode: „You Make Me Feel So Young“), (CBS) - Diane Ladd als Louise Burdett in Grace (Episode: „Things Left Undone“), (ABC) - Cyndi Lauper als Marianne Lugasso in Verrückt nach dir (Episode: „A Pair of Hearts“), (NBC) - Marlee Matlin als Laura in Seinfeld (Episode: „The Lip Reader“), (NBC) - Marcia Wallace als Secretary 66 in Murphy Brown (Episode: „Anything But Cured“), (CBS) |
| Bester Gastschauspieler innerhalb einer Dramaserie | Beste Gastschauspielerin innerhalb einer Dramaserie |
| - Richard Kiley als Hayden Langston in Picket Fences (Episode: „Buried Alive“), (CBS) - Tim Curry als Mutter/Vater/Schwester/Tochter in Geschichten aus der Gruft (Episode: „Death of Some Salesman“), (HBO) - Dan Hedaya als Lou the Werewolf in New York Cops - NYPD Blue (Episode: „NYPD Lou“), (ABC) - James Earl Jones als Attorney Bryant Thomas in Picket Fences (Episode: „System Down“), (CBS) - Robin Williams als Robert Ellison in Homicide (Episode: „Bop Gun“), (NBC) | - Faye Dunaway als Laura Staton in Columbo (Episode: „It's All in the Game“), (ABC) - Bonnie Bedelia als Sally Creighton in Fallen Angels (Episode: „The Quiet Room“), (Showtime) - Stockard Channing als Viola Elliott in Das Mädchen aus der Stadt (Episode: „The Minister's Wife“), (Disney) - Laura Dern als Annie Ainsley in Fallen Angels (Episode: „Murder, Obliquely“), (Showtime) - Penny Fuller als Roberta Taub in New York Cops - NYPD Blue (Episode: „Serge The Concierge“), (ABC) - Marlee Matlin als Laurie Bey in Picket Fences (Episode: „Dancing Bandit“), (CBS) |

### Regie
| Beste individuelle Leistung in der Regie für eine Comedyserie | Beste individuelle Leistung in der Regie für eine Dramaserie |
| --- | --- |
| - James Burrows, für Frasier (Episode: „The Good Son“), (NBC) - Tom Cherones für Seinfeld (Episode: „The Mango“), (NBC) - Todd Holland für The Larry Sanders Show (Episode: „Life Behind Larry“), (HBO) - Tom Moore für Verrückt nach dir (Episode: „Love Letters“), (NBC) - Lee Shallat Chemel, für Verrückt nach dir (Episode: „Paul is Dead“), (NBC) - John Whitesell für The John Larroquette Show (Episode: „Pilot“), (NBC) | - Daniel Sackheim für New York Cops - NYPD Blue (Episode: „Tempest in a C-Cup“), (ABC) - Robert Butler für Superman - Die Abenteuer von Lois & Clark (Episode: „Pilot“), (ABC) - Charles Haid für New York Cops - NYPD Blue (Episode: „True Confessions“), (ABC) - Gregory Hoblit für New York Cops - NYPD Blue (Episode: „Pilot“), (ABC) - Michael M. Robin für New York Cops - NYPD Blue (Episode: „Guns 'N' Rosaries“), (ABC) |
| Beste individuelle Leistung in der Regie für eine Varieté-, Musik- oder Comedysendung | Beste individuelle Leistung in der Regie für eine Varieté-, Musik- oder Comedysendung Miniserie oder Spezial |
| - Walter C. Miller für The 47th Annual Tony Awards, (ABC) - Ellen Brown für The Tonight Show with Jay Leno, (NBC) - Hal Gurnee für Late Show with David Letterman, (CBS) - Jeff Margolis für Oscarverleihung 1994, (ABC) - Don Scardino für Tracey Takes on New York, (HBO) - Dave Wilson für Saturday Night Live, (NBC) | - John Frankenheimer für Against the Wall, (HBO) - Emile Ardolino für Gypsy, (CBS) - Glenn Jordan für To Dance with the White Dog, (CBS) - Roger Spottiswoode für ... und das Leben geht weiter, (HBO) - Betty Thomas für My Breast, (CBS) |

### Drehbuch
| Bestes Drehbuch für eine Comedyserie | Bestes Drehbuch für eine Dramaserie |
| --- | --- |
| - David Angell, Peter Casey, David Lee für Frasier (Episode: „The Good Son“), (NBC) - Larry David für Seinfeld (Episode: „The Puffy Shirt“), (NBC) - Larry David, Lawrence H. Levy für Seinfeld (Episode: „The Mango“), (NBC) - Ken Levine, David Isaacs für Frasier (Episode: „The Show Where Lilith Comes Back“), (NBC) - Garry Shandling, Victor Levin, Paul Simms, Drake Sather, Maya Forbes für The Larry Sanders Show (Episode: „Larry's Agent“), (HBO) | - Ann Biderman for New York Cops - NYPD Blue (Episode: „Steroid Roy“), (ABC) - Burton Armus, David Milch für New York Cops - NYPD Blue (Episode: „Personal Foul“), (ABC) - Ted Mann für New York Cops - NYPD Blue (Episode: „NYPD Lou“), (ABC) - David Milch, Steven Bochco für New York Cops - NYPD Blue (Episode: „Pilot“), (ABC) - Gardner Stern für New York Cops - NYPD Blue (Episode: „Tempest in a C-Cup“), (ABC) |
| Bestes Drehbuch für eine Varieté- oder Comedysendung | Bestes Drehbuch für eine Miniserie oder ein Special |
| - Dennis Miller Live, (HBO) - The Kids in the Hall, (CBS) - Late Show with David Letterman, (CBS) - Mystery Science Theater 3000, (Comedy Central) - Tracey Takes on New York, (HBO) | - Bob Randall für David's Mother, (CBS) - Richard Kramer für Tales of the City, (PBS) - Lynda La Plante für Heißer Verdacht III, (PBS) - Robert W. Lenski für Atemübungen, (CBS) - Arnold Schulman für ... und das Leben geht weiter, (HBO) |